# КАЗБАТ
КАЗБАТ — миротворческое воинское подразделение в составе ВС Казахстана.

## История
В 1995 году был создан центральноазиатский батальон (CENTRASBAT), в состав которого входили военнослужащие Казахстана, Кыргызстана и Узбекистана. Батальон был расформирован в 1999 году, однако последний манёвр был произведён в 2000 году. Казахстанский миротворческий батальон был создан 31 января 2000 года указом Нурсултана Назарбаева. В 2015 году парламент страны принял закон «О миротворческой деятельности Республики Казахстан», который определил задачи и полномочия государства в регулировании участия страны в миротворческих операциях по всему миру.

## Подразделение
В 2003 году Казахстан направил в Ирак около 300 миротворцев, где они участвовали в операциях по разминированию. 9 января 2005 года в Аль-Сувейре произошёл взрыв на топливной свалке, в результате чего погиб один казахстанский миротворец и четверо были ранены. Казахстан присутствовал в Ираке до 2008 года.
Позднее КАЗБАТ участвовал в миротворческих миссиях под эгидой ООН в Ливане, Гаити, Западной Сахаре, Кот-д’Ивуаре и Либерии.
В 2024 году КАЗБАТ развернулся на Голанских высотах.

## Требования
Военнослужащие владеют английским и другими языками. Другие критерии включают не менее 5 лет службы в армии, отличную физическую форму и здоровье, а также возраст от 25 до 50 лет.